# 1-я бомбардировочная авиационная армия
1-я бомбардировочная авиационная армия — соединение ВВС РККА во время Великой Отечественной войны.

## История формирования

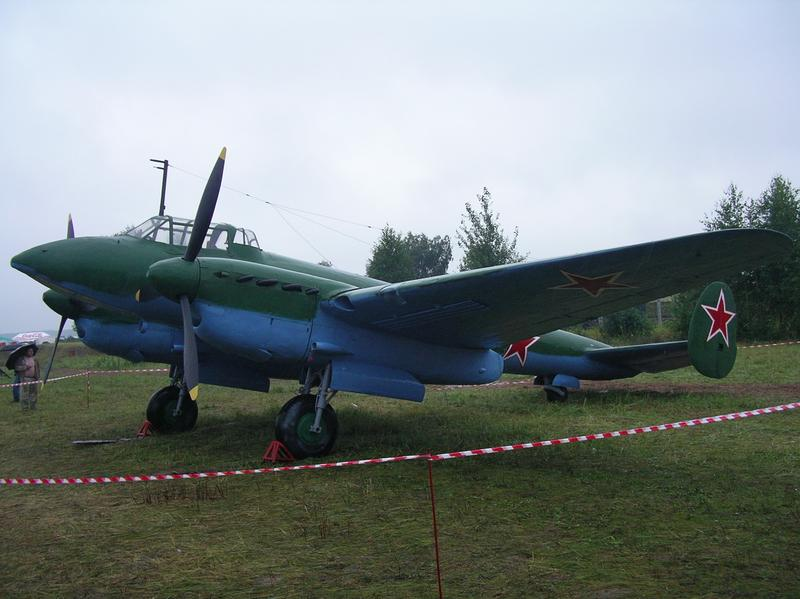
Основной самолёт армии Пе-2

1-я бомбардировочная авиационная армия начала формирование в июле 1942 г. на основании Приказа НКО СССР. № 00135, 00136 и 00137 от 01 июля 1942 года как авиационный резерв ставки ВГК, предназначавшийся для усиления группировки ВВС на наиболее ответственных участках боевых действий фронтов. Подчинялась командующему ВВС Красной Армии.
Армия состояла из управления, 284-й и 285-й бомбардировочных авиационных дивизий 4-полкового состава, частей обеспечения и должна была насчитывать до 200 бомбардировщиков Пе-2. Дислоцировалась на территории Московского военного округа в районе городов Мичуринск, Грязи, Усмань. В боях была задействована только частью сил для борьбы с железнодорожными перевозками и резервами противника на западном направлении.

## Командующий
- Командующий — генерал-майор авиации Владимир Александрович Судец[2]

## В составе объединений
Армия находилась в составе:
| Период        | Фронт (округ)     | примечание |
| ------------- | ----------------- | ---------- |
| 01.07.1942 г. | Резерв ставки ВГК |            |
| 10.09.1942 г. | Резерв ставки ВГК |            |

## Боевой состав
- 221-я бомбардировочная авиационная дивизия
  - 57-й бомбардировочный авиационный полк
  - 745-й бомбардировочный авиационный полк
  - 794-й бомбардировочный авиационный полк
  - 860-й бомбардировочный авиационный полк
  - 897-й истребительный авиационный полк (с 07.09.1942 г. по 15.10.1942 г.)[4]
- 222-я дальне-бомбардировочная авиационная дивизия
  - 16-й бомбардировочный авиационный полк (В-25);
  - 37-й бомбардировочный авиационный полк (В-25);
  - 125-й бомбардировочный авиационный полк (В-25);
- 293-я бомбардировочная авиационная дивизия
  - 780-й бомбардировочный авиационный полк
  - 804-й бомбардировочный авиационный полк
  - 854-й бомбардировочный авиационный полк[5]

## Расформирование
1-я бомбардировочная авиационная армия расформирована приказом решением НКО СССР

1. Сформировать и иметь в резерве Ставки Верховного Главнокомандования:
в) 1-й бомбардировочный авиационный корпус в составе: Управления авиакорпуса по штату № 015/281, 122-го батальона связи по штату № 015/215, 293, 285 и 263-й авиационных дивизий каждая в составе трёх бомбардировочных авиаполков по 20 самолётов каждый.
1-й бомбардировочный авиакорпус дислоцировать в районе Москва и восточнее Москвы.
2. К формированию авиакорпусов приступить немедленно и закончить в сроки согласно утверждённого мною плана организационных мероприятий.
4. 1-ю и 2-ю истребительные и 1-ю бомбардировочную авиаармии — расформировать. Личный состав и имущество обратить на укомплектование формируемых авиакорпусов.

5. Авиационные корпуса включить в состав действующей армии.
11. Назначить:
Командиром 1-го бомбардировочного авиакорпуса генерал-майора авиации Судец В. А.
Командиром 263-й бомбардировочной авиадивизии полковника Добыш Ф. И.
— приказ НКО СССР № 00196 от 10 сентября 1942 года
10 сентября 1942 года армия расформирована, а из её состава две бомбардировочные авиационные дивизии оперативно подчинены командующему 1-й ВА для действий по войскам противника в районе Ярцево, Вязьма, а одна бомбардировочная дивизия передана в состав авиации дальнего действия.